# آلدولاز
آلدولاز (به انگلیسی: Aldolase) آنزیمی است از گروه لیازها که یک واکنش آلدول (ایجاد یک آلدول) یا عکس آن (جداسازی یک آلدول) را به انجام می‌رساند. این کلمه معمولاً به هر نوعی از فروکتوز-بیس فسفات آلدولاز اشاره می‌کند، اما هم چنین می‌تواند به آنزیم‌های دیگر، مانند آنی که سیالیک اسید را ایجاد می‌کند اشاره کند.
در مسیر امبدن – میرهوف آنزیم آلدولاز، پیوند میان کربن‌های ۳ و ۴ در فروکتوز ۱٬۶-بیس‌فسفات را شکسته و این آن را به دو تریوز متفاوت تجزیه می‌کند.